# 관여도
관여도는 경영학에서 소비자 행동론의 개념 중 하나며, 특정 상황에 있어 자극에 의해 유발되어 지각된 개인적인 중요성이나 관심도의 수준을 뜻한다. 관여는 사람, 대상, 상황이 변수이며, 수식으로 설명하자면 (F(x)=관여의 수치 x=사람, 대상, 상황)으로 나타낼 수 있다.
소비자들이 느끼는 관여도의 수준으로서는, 지속적 관여와 상황적 관여가 있다.
지속적 관여
제품에 개인적 관련성이 높은 경우, 수단 목적 사슬에서의 속성을 결과와 가치로 연결시킨다. 예를 들어 Hi-Fi 매니아들은 스테레오에 지속적 관여를 보인다.
상황적 관여
전기 주전자에 관심도 없는 사람이 뉴스에서 전기 주전자에 의한 사망자 발생을 본다면, 갑자기 높은 관여도를 갖게되며, 이는 전기주전자를 구입하는 행동에 고관여를 갖게한다. 결과적으로 마케팅 관리자는 주어진 상황에서 지속적 관여와 상황적 관여를 적절하게 마케팅 요소로 쓸 필요가 있다.
관여도의 결정 요인으로는
개인적 요인
욕구와 동기가 활성화 되지 않으면 관여도가 존재하지 않으며, 제품이나 서비스가 자아를 높여줄 때 관여도는 높아진다.
제품요인
욕구와 가치를 만족시키는 제품에 높게 나타나며, 선택 대안 사이에 차이가 많이 있다고 여길수록 관여도는 증대된다. 또한 구매와 사용에 있어서 지각된 위험(전기주전자로 인한 사망자 사례)이 있다면 제품과 상표에 대한 관여도가 높아진다.
상황적 요인
지속적 관여도와 대비되게, 일정한 상황에서 관여도는 변동의 가능성이 있는데, 예를 들면 친한 교수님에게 선물할 트레이닝복은 내가 구매할 때의 관여도보다 높은 관여수준을 갖게할 것이다. 하지만 이런 상황적 요인은 일회적인 것으로서, 교수님에게 선물이 끝나면 관여도는 평상시 자신의 관여도로 돌아가게 한다.